# Joop Alssema
Johannes Derk (Joop) Alssema (Groningen, 21 mei 1949) is een Nederlandse politicus voor de ChristenUnie.
Alssema groeide op op een boerderij in Doezum. Na de ambachtsschool kwam hij in 1967 in dienst van een timmermansbedrijf. Uiteindelijk bracht hij het tot bedrijfsleider van deze in de loop der jaren stevig gegroeide onderneming.
Naast zijn werk deed hij een economische studie en kreeg daardoor oog voor de impact van de overheid op het bedrijfsleven. Omdat hij deze overheidsregels als een sta-in-de-weg beschouwde voor het private ondernemerschap besloot hij de politiek in te gaan om te proberen hier verandering in aan te brengen.
Hij was reeds lid van en intern actief voor het Gereformeerd Politiek Verbond (GPV) en nam voor deze politieke partij in 1986 zitting in de gemeenteraad van Aduard. In 1990 ging deze gemeente op in de gemeente Zuidhorn en werd Alssema raadslid in Zuidhorn, in 1994 gevolgd door het wethouderschap. In 1995 werd hij eveneens lid van de Provinciale Staten van Groningen.
Het wethouderschap was voor hem geen voltijds baan, gedeeltelijk was hij ook bedrijfsleider bij het eerder genoemde timmerbedrijf. Deze combinatie werd hem te zwaar, reden waarom hij een keuze maakte alleen nog in de politiek verder te gaan. Hij solliciteerde naar de burgemeesterspost van Ten Boer. Op 1 september 1997 werd hij in deze gemeente geïnstalleerd. Een van de zaken waarmee hij als burgemeester te maken kreeg, was de tijdelijke vestiging (voor vijf jaar) van een asielzoekerscentrum.
Op 1 september 2001 werd hij burgemeester van de gemeente Staphorst. In 2007 en 2013 werd hij herbenoemd in deze functie.
Naast zijn burgemeesterschap is Alssema lid van het dagelijks bestuur alsook politiek secretaris van de ChristenUnie.
Tijdens zijn nieuwjaarstoespraak in januari 2015 maakte Alssema bekend dat hij per 1 september 2015 met pensioen ging. Hij werd opgevolgd door Theo Segers.

## Persoonlijk
Joop Alssema is gehuwd en heeft drie kinderen. Hij behoort tot de Gereformeerde Kerken vrijgemaakt.
- International Standard Name Identifier: 0000 0003 8991 3895
- Nederlandse Thesaurus van Auteursnamen: 23786522X
- Virtual International Authority File: 283359425
- WorldCat: E39PBJjdjCjkttfQCDCVkwxv73